# Meloe trapeziderus
Meloe trapeziderus es una especie de coleóptero de la familia Meloidae.

## Distribución geográfica
Habita en Socotra.